# Indianas flag
Indianas flag er blåt med en gul fakkel omgivet af nitten gule stjerner. Delstatens navn er indskrevet i en bue over stjernen som er placeret direkte over faklen. Flaget blev indført 31. maj 1917. Det er officielt i størrelsesforholdet 2:3 og 3:5.
Indianas flag blev til som følge af en konkurrence afholdt i 1916. Det er tegnet af Paul Hadley fra Mooresville i Indiana. Faklen symboliserer frihed og oplysning. Stjernerne repræsenterer Indianas plads som den nittende delstat i USA. De tretten stjerner i den ydre ring symboliserer de oprindelige tretten kolonier. De fem stjerner indenfor repræsenterer de næste fem delstater som gik med i unionen og den lidt større over faklen symboliserer Indiana. 
Mange af USA's delstatsflag har blå flagdug. Også delstaterne Pennsylvania, Connecticut, South Carolina, New Hampshire, Virginia, New York, Vermont, Kentucky, Maine, Michigan, Wisconsin, Minnesota, Oregon, Kansas, Nevada, Nebraska, North Dakota, Montana, Idaho, Utah og Alaska har delstatsflag med blå flagdug. Louisiana, Oklahoma og South Dakota benytter en noget lysere blåfarve i sine delstatsflag, mens Delawares delstatsflag har en lysere, gråblå farvetone.